# Tarcău
Tarcău [tarˈkəu] (deutsch Tarkau, ungarisch Tarkő) ist eine Gemeinde im Kreis Neamț, in der Region Moldau, in Rumänien. Benannt wurde der Ort nach dem gleichnamigen Fluss. Zu der Gemeinde Tarcău gehören auch die Dörfer Ardeluța, Brateș, Cazaci, Schitu Tarcău und Straja.

## Geographische Lage

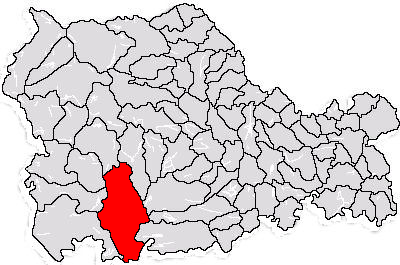
Lage der Gemeinde Tarcău im Kreis Neamț

Die Gemeinde Tarcău liegt in der historischen Region Westmoldau in den Ausläufern des Tarcău-Gebirges, den Bergen Măgura Tarcău (1492 m) und Murgoci (1293 m), ein Gebirgszug der Ostkarpaten. An der Mündung des Tarcău in die Bistrița (Bistritz), der Eisenbahnstrecke Bacău–Bicaz und der Nationalstraße DN15, liegt der Ort Tarcău 24 Kilometer westlich von der Kreishauptstadt Piatra Neamț entfernt.
| Bicaz | Potoci                                      | Straja         |
| Tașca | Kompassrose, die auf Nachbargemeinden zeigt | Poiana         |
| Ticoș | Cazaci                                      | Tarcău-Gebirge |

## Geschichte
Die Ortschaft wurde erstmals in einer mittelalterlichen Urkunde des Moldaufürsten Stefan der Große vom 10. Oktober 1458 erwähnt. Zur Zeit des Fürsten Miron Barnovschi, in den Jahren 1628–1629, tauchte der Ort erneut in den Dokumenten der Zeit auf. Ende des 19. Jahrhunderts gehörte der Ort Tarcău zu Pângărați.
Seit 2001 wurde das texanische Unternehmen Forestar vom rumänischen Forstunternehmen Romanel International Group übernommen, welches hier in Tarcău einen nicht besonders guten Ruf hat.

## Bevölkerung
Ende des 19. Jahrhunderts wurden im Ort Tarcău etwa 400 Menschen und 119 Anwesen vermerkt. Bei der Volkszählung von 2002 wurden auf dem Gebiet der heutigen Gemeinde 3552 Rumänen, vier Magyaren und vier Roma registriert. 2011 bekannten sich von den 3062 Gemeindeeinwohner 3006 als Rumänen, zwei als Rumäniendeutsche, zwei als Magyaren und die Restlichen machten keine Angaben zu deren Ethnie.

## Touristische Attraktionen
- Das Orthodoxe Kloster Mănăstirea Sihăstria von Tarcău[9]
- Das Waldschutzgebiet Goșman[10]
- Das Vogelschutzgebiet Brateș (Auerhahn)[10]

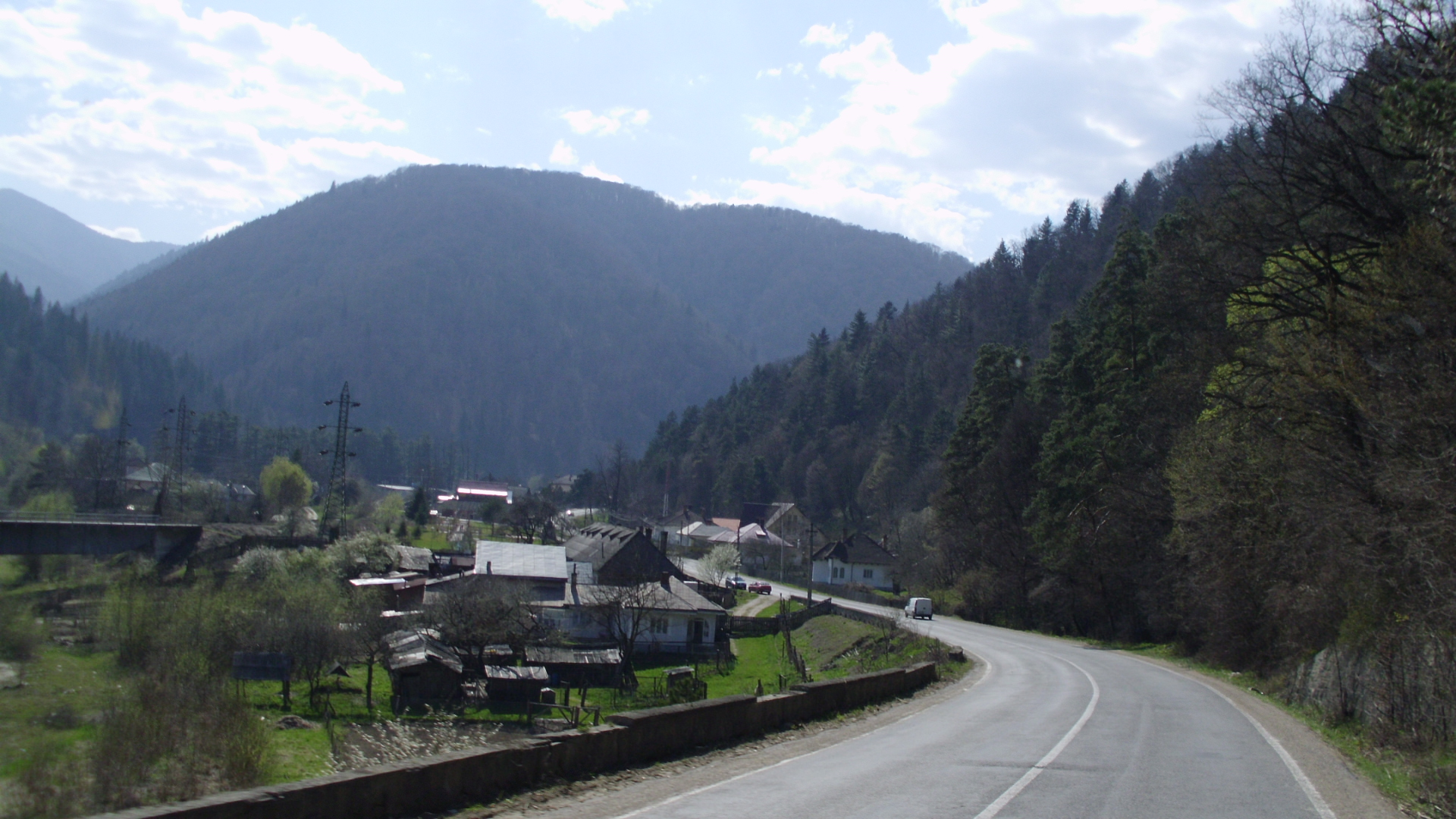
Tarcău (2011)
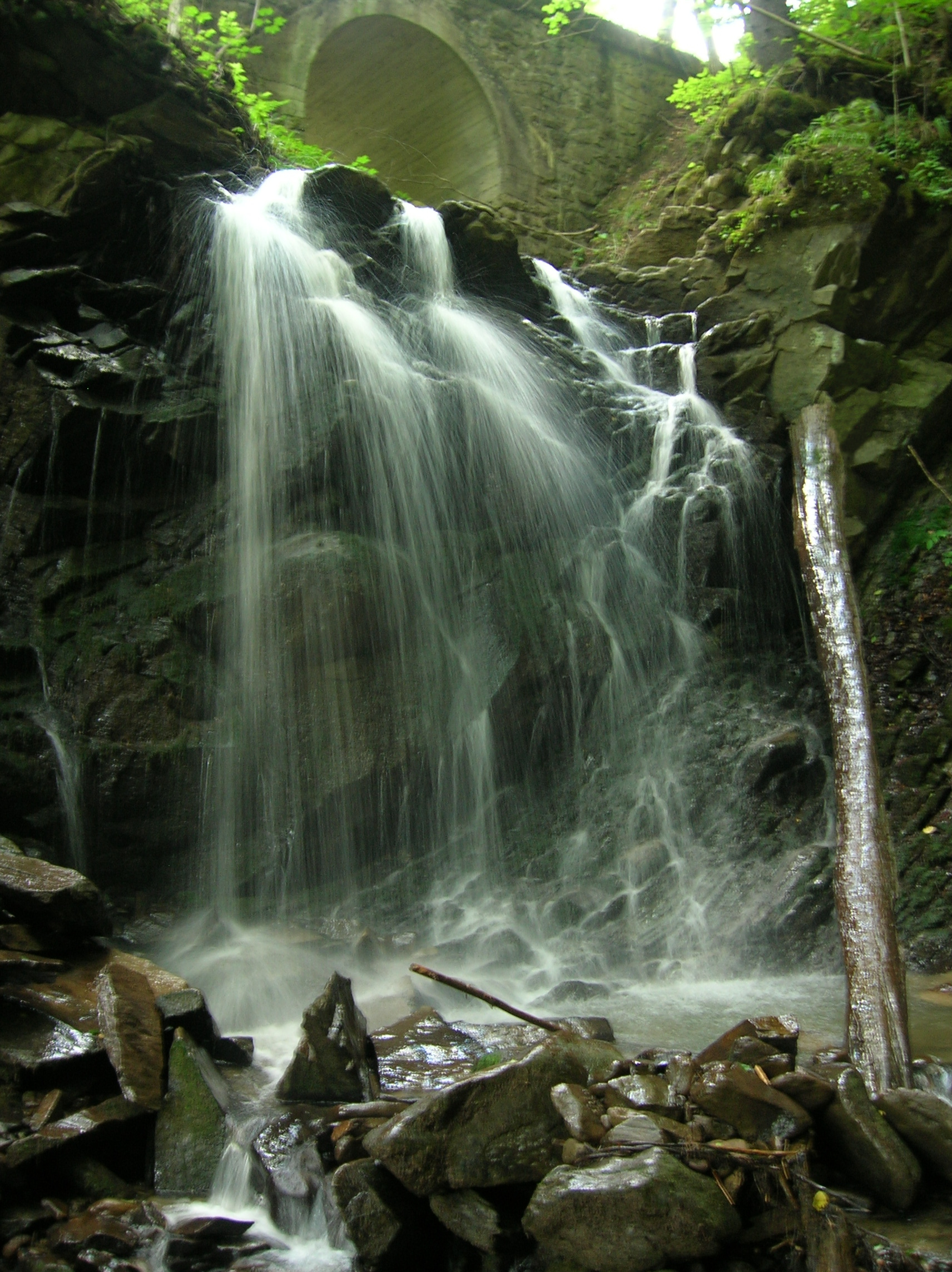
Wasserfall bei Tarcău (2011)
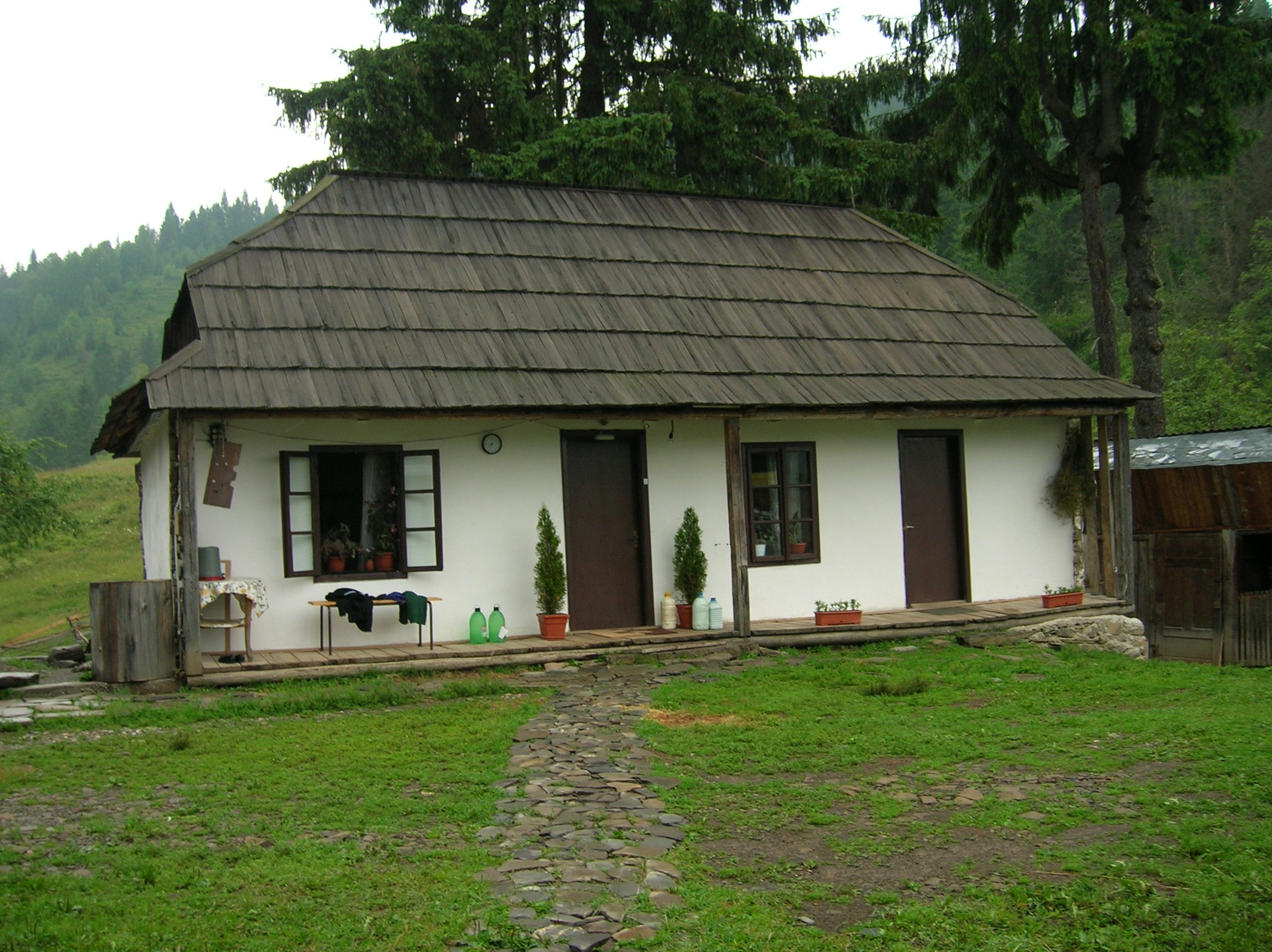
Das Kloster Daniil Sihastrul (2011)